# Bodemdrang
Bodemdrang of bodemdrift wordt het fenomeen genoemd wanneer mensen de neiging ervaren om van bepaalde etenswaren alles op te eten, terwijl de honger reeds gestild werd.  
Deze drang komt vaak voor bij etenswaren die vaker calorierijker zijn en vaak veel suikers en of verzadigde vetten bevatten. Daarnaast zijn deze extra bewerkte producten vaak extra op smaak gebracht door het toevoegen van suiker, zout of extra vetten. Bewerkte etenswaren hebben vaak een hoge energiedichtheid, waardoor er in korte termijn heel wat calorieën worden opgenomen. De hersenen geven dan minder snel het gevoel van verzadiging door waardoor men sneller gaat overeten.
De neiging om tot de bodem van het zakje chips te gaan of je bord helemaal leeg te eten is volgens onderzoek te herleiden tot de smakelijkheid (palatability) van het product. Deze "smakelijkheid" prikkelt de zintuigen op vlak van smaak, geur, textuur, mondgevoel en de visuele aantrekkelijkheid van het product. Sommige mensen zijn hier gevoeliger aan dan anderen. Daarnaast speelt de opvoeding van de personen ook vaak een rol.
Deze "smakelijkheid" van hun product wordt door de producenten versterkt door de toevoeging van suiker, vetten en zout om zo overconsumptie in de hand te werken. Daarnaast zullen de producenten de verpakking aantrekkelijk maken om de verkoop te stimuleren.
Bij deze voedingsproducten worden gelijkaardige hersenpaden geactiveerd als bij een verslaving, maar  is te wijten aan eetgewoontes. Deze producten geven  ook dopamine vrij in de hersenen en de drang naar deze specifieke etenswaren in stand kan houden of zelfs versterken.  Echter is deze drang niet te wijten aan de verslaving aan bepaalde stoffen maar eerder de combinatie van smakelijkheid van het product en het aspect van beloning. Hierbij speelt eetgewoonte ook een belangrijke rol 
Daarnaast hebben andere factoren ook invloed op de bodemdrang van mensen. Als men tijdens het opgroeien hoorde van de ouders dat ze altijd hun bord leeg moesten eten, terwijl men eigenlijk genoeg had, is de kans groter tot bodemdrang. Bij grotere porties is men ook geneigd om meer te eten dan bij kleinere. Ook heeft de omgeving invloed op de drang om tot de bodem te gaan; bij gezellig uit eten of feesten is men geneigd om meer te eten dan wanneer men omringt is door "kleine eters".
De neiging tot bodemdrang kan beperkt worden door het langzamer en bewuster eten, het vermijden van afleiding tijdens het eten en het eten in kleiner porties. Bodemdrang wordt niet beschouwd als eetstoornis maar kan eerder gezien worden als een soort van afwijkend eetgedrag.